# Online Bijbel
Online Bijbel (in het Engels Online Bible) is een Bijbelsoftwareprogramma dat door Larry Pierce in Canada ontwikkeld is en in 1990 door Stichting Publishare als freeware in Nederland werd geïntroduceerd. In 1992 is de verdere ontwikkeling (en vertaling) van de engine overgenomen door uitgeverij Importantia Publishing. De software is gebaseerd op de Canadese variant van de Online Bible. Aanvankelijk was het een DOS-programma, maar vandaag de dag is het een multi-platform applicatie (Windows, macOS, iOS en Android). In 2013 werd door het Nederlandse bedrijf Cross Link Services BV de Online Bijbel app voor iOS geïntroduceerd, in 2014 gevolgd door een app voor Android en in 2016 een Mac-app. In 2015 nam Cross Link Services alle Online Bijbel activiteiten over van Importantia Publishing. De Online Bijbel-apps maken nl. gebruik van hetzelfde database-systeem als de Windows-versie. Er is voor Windows, macOS, iOS en Android nog steeds een freeware-variant beschikbaar in de vorm van het Online Bijbel Basispakket in het Nederlands, Engels, Duits, Frans en Spaans. In tegenstelling tot wat de naam doet vermoeden is er geen online verbinding nodig om de software en apps te kunnen gebruiken. De naam is ontstaan voordat internet bij het publiek bekend was (1987).
Onder de naam Online Bijbel heeft men ook lange tijd verschillende applicaties aangeduid waarmee de Bijbel vanaf een website kan worden geraadpleegd. Zo heeft het Nederlands Bijbelgenootschap een lange tijd een webbijbel beschikbaar gehad onder de naam Bijbel Online. De volgorde van de twee woorden Bijbel en Online is dus hiermee bepalend geworden of men te maken heeft met een bijbel die online (internet) geraadpleegd wordt of dat men gebruikmaakt van het Online Bijbel-programma, waarvoor geen internet nodig is. Ook anderen websites boden een online Bijbel onder de naam Online Bijbel. Inmiddels heeft het Nederlands Bijbelgenootschap hun webbijbel een andere naam gegeven en raakt de verwarring rondom de naam Online Bijbel steeds meer op de achtergrond. Het toenemende gebruik van de Online Bijbel apps voor Android en iOS draagt hiertoe bij.
Online Bijbel Platform is de benaming die gebruikt wordt om aan te geven of bepaalde titels ook te raadplegen zijn met de Online Bijbel-software en apps. Het Online Bijbel Platform bestaat uit gratis downloads, betaalde downloads, in-app-aankopen en titels die door de gebruiker van de Online Bijbel-software zelf zijn ontwikkeld.
In 2019 is het aantal beschikbare titels dat met de Online Bijbel-software geraadpleegd kan worden ruim 1700. Installatie van alle titels neemt ruim 3 GB in beslag. Ongeveer 300 titels zijn door de Online Bijbel-gebruiker ontwikkeld. De resterende titels zijn afkomstig van de officiële Online Bijbel-partners in Canada en Nederland. Dit betreft ruim 170 Bijbelvertalingen in 30 talen (waaronder 17 Nederlandstalige Bijbelvertalingen), 150 commentaren op de Bijbel, tientallen woordenboeken en encyclopedieën, tien lexicons en het restant is theologische en christelijke boeken van uiteenlopende aard.
Het aantal gebruikers van de Online Bijbel wereldwijd is onbekend. Met name doordat er veel freewaretitels beschikbaar zijn is de inschatting dat Online Bijbel wereldwijd een van de veel gebruikte Bijbelsoftware-programma's is.
Doordat de Online Bijbel ontwikkeld wordt vanuit een kleine organisatie met een beperkt budget is in 2010 Stichting Online Bible Europe opgericht met het doel het gebruik van de Online Bijbel te stimuleren en te ondersteunen. Deze stichting werkt geheel op non-profit basis met vrijwilligers die allen zelf ook gebruiker van de Online Bijbel zijn.